# 서정각
서정각(1928년 3월 23일 ~ 2015년 11월 24일)은 제12대 광주고등검찰청을 역임한 법조인이다.

## 생애
1928년 3월 23일 서울시에서 태어나 경기고등학교를 졸업하고 1951년에 졸업한 서울대학교 법학과 재학 중이던 1949년 11월에 있었던 제1회 고등고시 사법과에 합격하여 1952년 부산지방검찰청 검사에 임용되었다. 단발 수사를 지양하고 계획적 저인망 수사로 '계획 수사' 개념을 도입한 서정각은 평검사 시절에 경제범죄에서 두각을 나타내고 초대 서울지구 밀수합동수사반장을 역임하는 등 직물류 원자재 횡류 사건, 종교불 사건 등 중량급 사건을 수사하여 법조계에서 양각풍을 불러일으켰다.
부산지방검찰청 검사로 재직하고 있을 때 5.16 군사정변이 발생하면서 1961년 6월 29일부터 8월 14일까지 부정축재처리위원회에 파견근무를 하여 58개 기업체 심사를 통해 소기의 목적을 달성한 공로로 국가재건최고회의 로부터 표창장을 받았다.
대검찰청 특별수사부장으로 있으면서  이리역 폭발 사고 합동조사단 단자를 맡아 한국화약 사장 등 10명을 철도법 위반 혐의로 구속했다.
법무부 검찰국장으로 있으면서  검사들에 대한 무죄 평가제, 우수 논문 평가제, 순환 인사제, 서울 부산 지방검찰청에 특수부 설치 등 검찰 업무 개선으로 능력을 인정받아 이후 검사장급이 아니면서 검사장의 꽃이라는 서울지방검찰청 검사장에 임명되었다.
법무부 검찰국장으로 있을 때 사법시험과 사법연수원에서 우수한 성적으로 수료하였지만 검찰 임용에 실패했던 김일수 (1926년)가 찾아와 "어떻게 된 일이냐"고 묻자 "연좌제로 신원조회에 걸렸다"는 말 대신 "자네 자질이나 성품으로 보아 교수가 더 어울릴 것 같네"라며 학계로 나갈 것을 권유하였다. 또, 인혁당 사건에 대해 조작설과 석방 요구가 잇따르자 황산덕 법무부 장관이 "반공법 4조 위반이므로 가차없이 색출, 엄단할 방침"이라고 밝힌 기자회견 자리에서 "대법원에 계류중인 도예종 등은 이전에 기소되었으나 증거관계 등으로 찬양, 고무 등만 인정되어 경미한 처벌을 받았으나 인혁당 재건 작업을 벌여 다시 기소된 것"이라고 말했다.
서울지방검찰청 검사장으로 있으면서 1976년 서울시 명동성당에서 열린 삼일절 기념미사에서 "우리는 국민의 자유를 억압하는 긴급조치를 철폐하고 민주주의를 요구하다가 투옥된 민주 인사들과 학생들을 석방하라고 요구한다."는 내용이 발표된  3·1 민주구국선언문이 낭독되자 "정부 전복 사건"이라고 밝히면서 다음날 문익환 목사, 함석헌, 윤보선, 김대중, 문동환, 이문영, 정일형 등 11명을 구속하고, 이태영 변호사 등 9명을 불구속 입건하였다. 당시 문정현 신부는 "검찰에서 닷새 동안 잠을 안 재우고 거짓 자백을 하게 했다."고 밝혔다.
1981년 4월 8일 오탁근 법무부 장관에게 "후배들에게 승진의 길을 터주고 싶다"고 하면서 이종원 (1926년) 대구고등검찰청 검사장과 함께 사표를 제출했던 서정각은 광주고등검찰청 검사장을 끝으로 공직에서 물러나 1981년 6월부터 대우빌딩 12층에서 변호사 개업했다. 이후 서정각은 "다시 태어나도 검사가 되겠다"고 밝혔다.
바둑 기력 12년인 서정각은 1983년 12월에 한국기원 이사장에 취임하여 대기업 바북두와 사범제를 만들고 생활급 보장할 것이라고 밝혔다.
원로 변호사로 활동하던 2015년 11월 7일 유수호 변호사, 11월 19일 조준희 변호사에 이어 11월 24일에 서정각이 사망했다.

## 경력
- 1952년 4월 부산지방검찰청 검사
- 1954년 전주지방검찰청 검사
- 1957년 서울지방검찰청 검사
- 1958년 춘천지방검찰청 검사
- 1959년 서울지방검찰청 검사
- 1961년 부산지방검찰청 부장검사
- 1962년 대전지방검찰청 차장검사
- 1963년 서울지방검찰청 부장검사
- 1970년 서울지방검찰청 차장검사
- 1972년 대검찰청 검사
- 1973년 법무부 검찰국 국장 겸 대검찰청 검사
- 1975년 7월 25일 법무부 보안처분심의위원회 위원 겸직[13]
- 1975년 10월 1일 ~ 1977년 2월 16일 제19대 서울지방검찰청 검사장
- 1977년 대검찰청 특별수사부 부장
- !978년 대검찰청 검찰사무부 부장
- 1980년 6월 9일 ~ 1981년 4월 25일 제12대 광주고등검찰청 검사장
- 1981년 변호사 개업
- 대우재단 이사
- 1983년 12월 한국기원(총재 김우중) 이사장